# Pompiliodes albomarginata
Pompiliodes albomarginata là một loài bướm đêm thuộc phân họ Arctiinae, họ Erebidae.